# سهره نوک‌بزرگ
سهره نوک‌بزرگ که نام علمی آن (Coccothraustes coccothraustes) است و ۱۸ سانتی متر
طول دارد، سهره‌ای نسبتاً بزرگ با جثه‌ای سنگین است. منقار سخت و به رنگ سربی خاکستری، پر وبال قهوه‌ای با لکه سیاهی در صورت و چانه سفیدی روی بال‌ها دیده می‌شود. پرنده ماده کم رنگ تر بوده وبا پر وبال قهوه‌ای نارنجی کم رنگ تر وبه‌طور کلی خاکستری دیده می‌شود. پرنده جوان فاقد سیاهی صورت بوده و بیشتر به رنگ خاکستری با زیر تنه روشن و لکه‌هایی به رنگ قهوه‌ای تیره در پهلوها دیده می‌شود. در پرواز سریع و موجی شکلش، سر و گردن درشت ودُم کوتاهش شناسایی آن را آسان می‌سازد.
با قدرت جست می‌زند و پرنده‌ای بسیار محتاط وگوش به زنگ است. این پرنده در ایران بومی و نسبتاًً فراوان است.